# Paloma Herrera

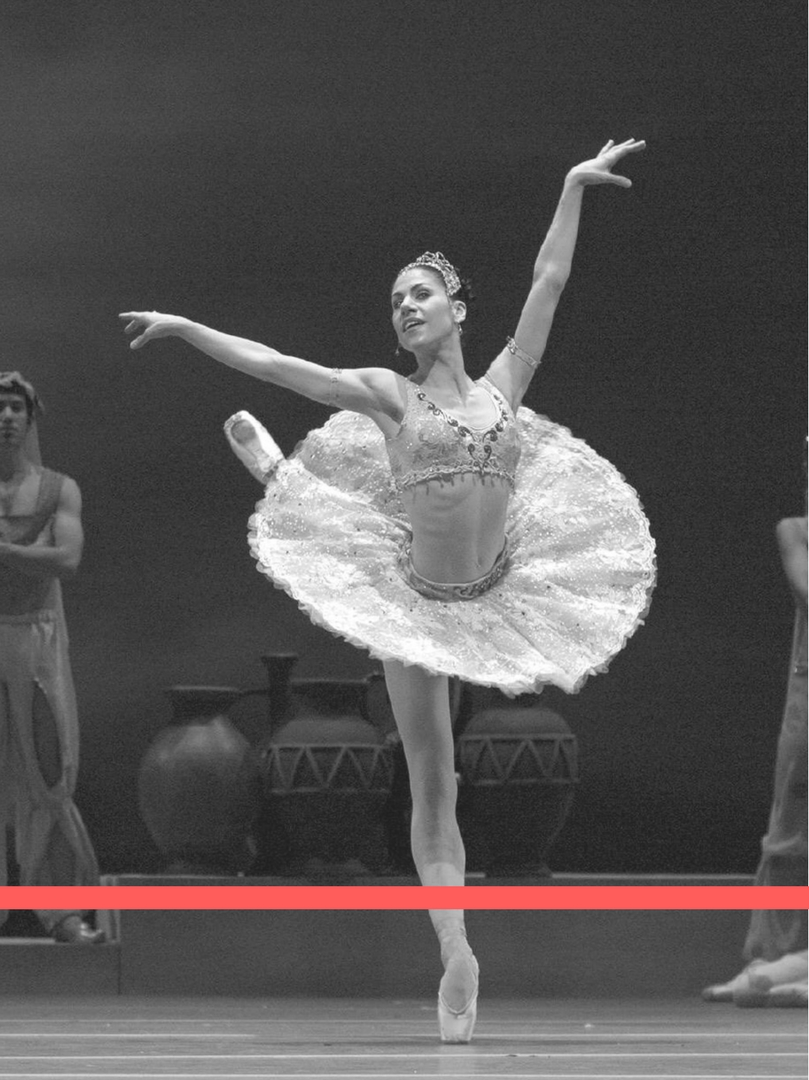
Paloma Herrera

Paloma Herrera (* 21. Dezember 1975 in Buenos Aires) ist eine argentinische Balletttänzerin im Rang eines „Principal Dancers“ beim American Ballet Theatre.

## Leben
Paloma Herrera wurde in Buenos Aires geboren, wo sie im Alter von sieben Jahren ihre Ballettausbildung bei Olga Ferri startete. Durch ihr Talent wurde sie schnell im südamerikanischen Raum bekannt und gewann mehrere Wettbewerbe. Im Alter von elf Jahren setzte sie ihre Ausbildung an der Ballettschule von Minsk (Weißrussland) fort. Nach ihrer Rückkehr nach Buenos Aires tanzte sie den „Cupido“ in dem Ballett Don Quixote am Teatro Colón.
1990 gewann Herrera den Ballettwettbewerb von Varna (Bulgarien), wo Natalja Romanowna Makarowa auf sie aufmerksam wurde und sie einlud, an der Schule des English National Ballet in London weiter zu studieren. Herrera schloss ihre tänzerische Ausbildung an der School of American Ballet in New York ab, wo sie in der jährlichen Schulaufführung die Titelrolle in Raimonda tanzte. 1991 wurde sie in das Corps de Ballett der Kompanie übernommen, zwei Jahre später wurde sie zur Solistin befördert und 1995, gerade 20 Jahre alt, zum Principal Dancer ernannt.
Herrera wurde 2001 von der American Immigration Law Foundation für ihre Vorbildfunktion für die Immigrantengemeinde New Yorks geehrt. Sie ist heute eine der bekanntesten argentinischen Balletttänzerinnen und tritt auch regelmäßig als Gast bei anderen Kompanien auf. Ihr Repertoire umfasst sowohl klassisches Ballett als auch modernere Stücke. Sie hat außerdem eine Reihe von Rollen kreiert. 
Zu ihren bisher getanzten Rollen gehören u. a.:
- Swanilda in Coppélia
- Giselle in Giselle
- Clara und die Zuckerfee im Nussknacker
- Julia in Romeo und Julia (Prokofjew)
- Prinzessin Aurora in Dornröschen
- Odette/Odile in Schwanensee